# 平流岩
平流岩（英語：Contourite），又称等深岩，是由平流沉积物或经平流改造的原有沉积物所形成的沉积岩，常产于复理石等深水相层系中，这一地質名詞最先由Hollister和Heezen於1972年提出。